# Juncus macrandrus
Juncus macrandrus es una especie de planta monocotíledonea del género Juncus de la familia Juncaceae.

## Historia
Fue descrita científicamente por primera vez por Frederick Vernon Coville.